# Cerro Gordo, North Carolina
Cerro Gordo är en kommun (town) i Columbus County i North Carolina. Vid 2020 års folkräkning hade Cerro Gordo 131 invånare.